# Rue Gaston-Rébuffat
La rue Gaston-Rébuffat est une voie du 19e arrondissement de Paris, en France.

## Situation et accès
La rue Gaston-Rébuffat est une voie publique située dans le 19e arrondissement de Paris. Elle débute au 3, avenue de Flandre et se termine au 12, rue de Tanger.

## Origine du nom

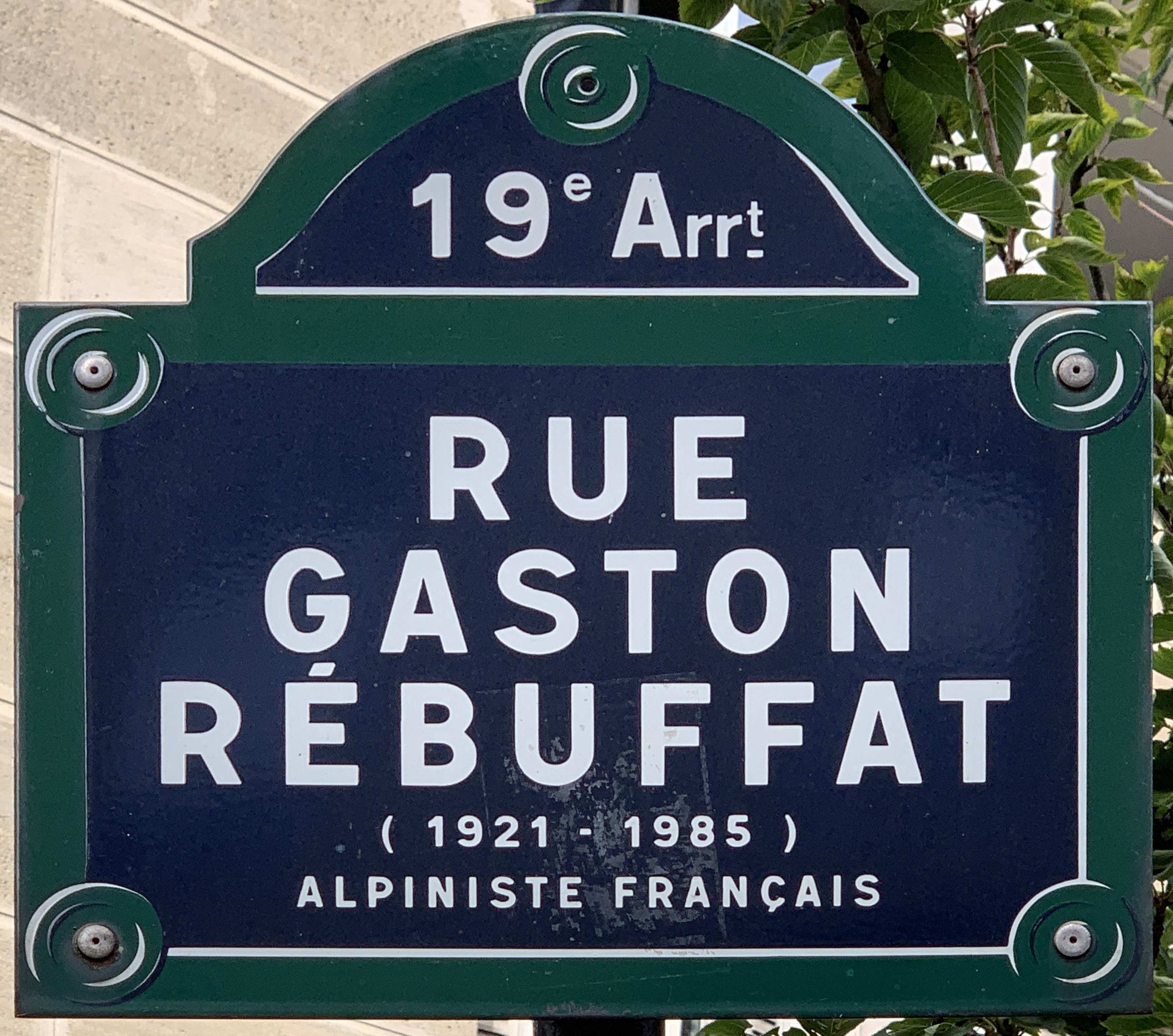
Plaque de la rue.

Elle porte le nom de l'alpiniste français Gaston Rébuffat (1921-1985), devenu journaliste et écrivain.

## Historique
La voie est créée dans le cadre de l'aménagement de la  ZAC Flandre-Sud sous le nom provisoire de « voie CJ/19 » en englobant la partie de la rue de Kabylie qui se terminait rue de Tanger. Elle prend sa dénomination actuelle par un arrêté municipal du  3 février 1994. 